# Суп из майских жуков

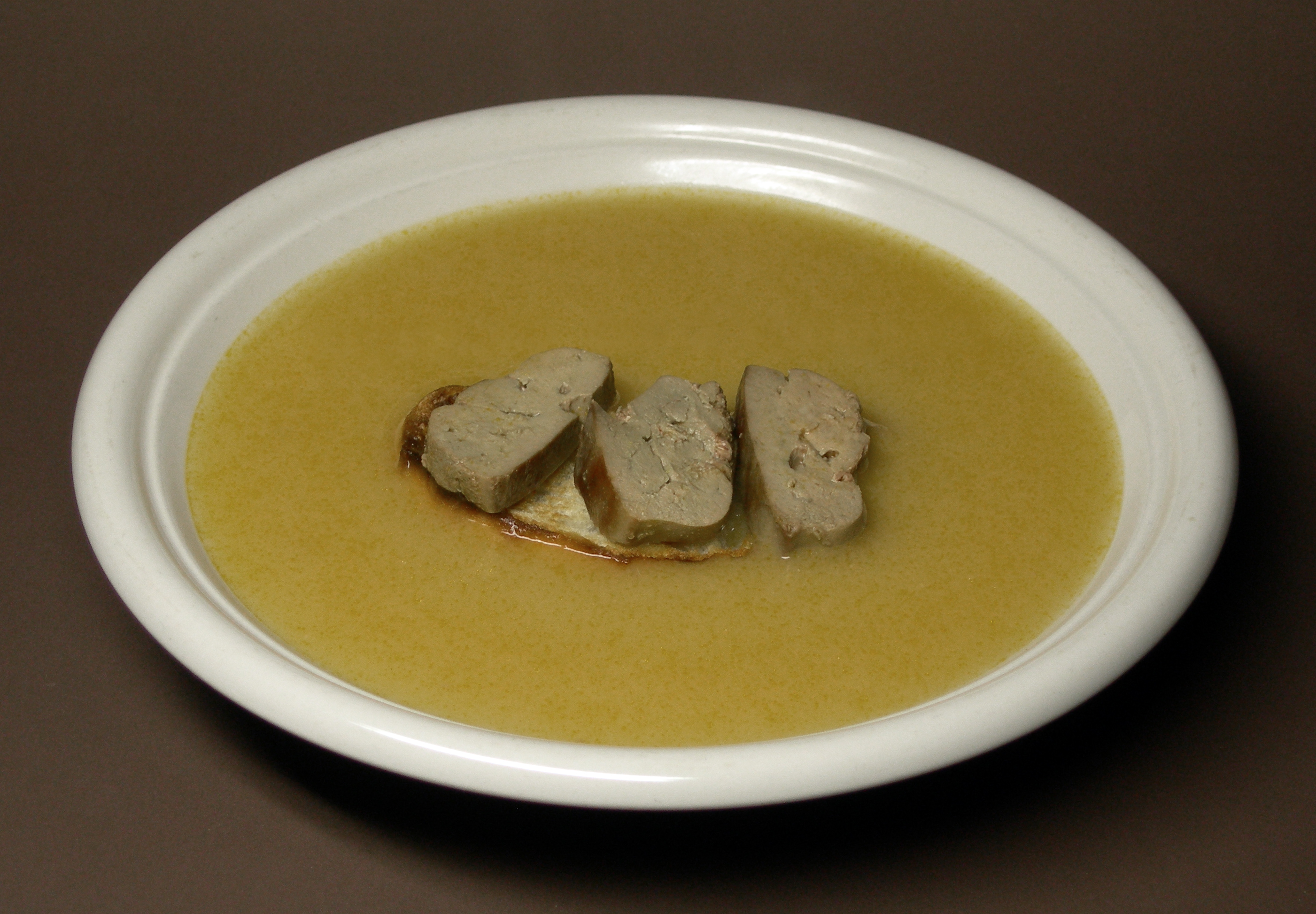
Имитация супа из майских жуков, сервированного с гренками и ломтиками печени. Вместо жуков в приготовлении использованы крабы

Суп из майских жуков (нем. Maikäfersuppe, фр. soupe aux hannetons) — одно из немногих блюд из насекомых в Европе.

## История и описание

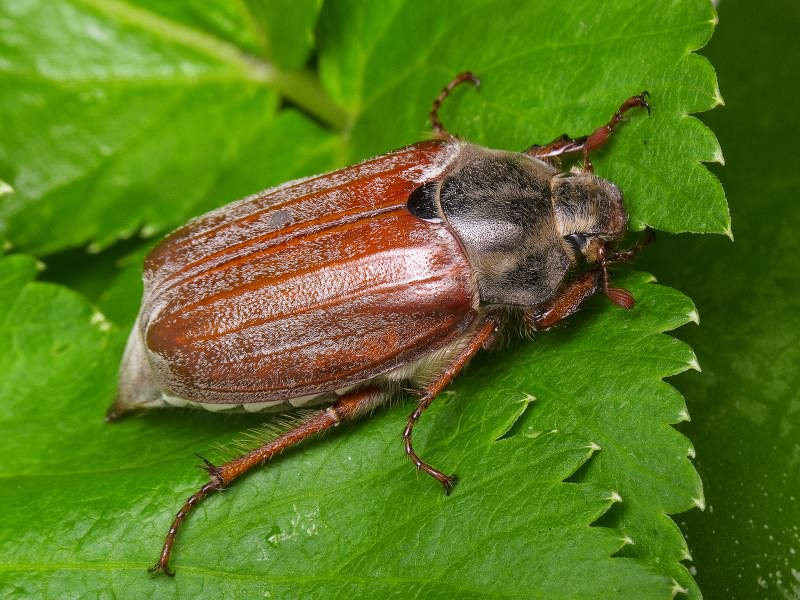
Майский жук

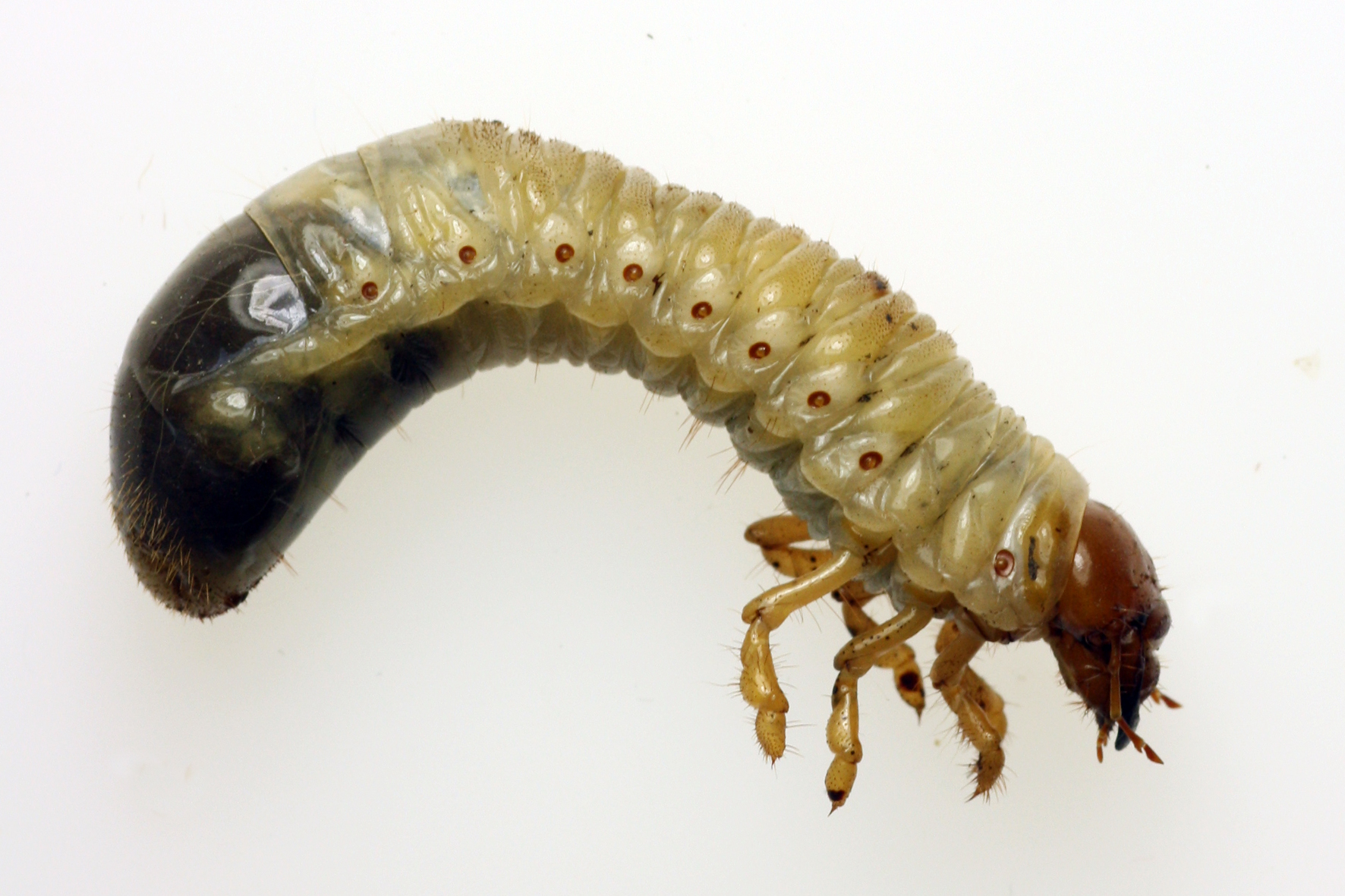
Личинка майского жука

До середины XX века суп из майских жуков готовили в Германии и Франции. Считается, что в Германии традиция приготовления блюда прослеживается уже со Средних веков. Позднее суп из майских жуков был переоткрыт и обрёл популярность в 1840-е годы. Это произошло благодаря усилиям немецкого врача доктора Иоганна Йозефа Шнайдера (Dr. Johann Joseph Schneider), который рекомендовал блюдо в «Медицинской газете». С его деятельностью связывают распространение супа в таких немецких землях, как Гессен, Ганновер и Тюрингия, а также в некоторых районах Франции и Австрии. Немецкий поэт-юморист и рисовальщик Вильгельм Буш (1832—1908) вспоминал, что в детстве в его семье одним из принятых блюд был суп из майских жуков (Maikäfersuppe). Он также отмечал, что гости, которые были не посвящены в особенности его приготовления, нахваливали суп и даже часто просили добавки. Сезонное блюдо из жуков получило распространение среди небогатых слоёв немецкого населения, в частности, среди студентов. Майских жуков готовили также в качестве десерта. Из сообщения немецкой газеты 1920-х годов известно, что студенты в гессенском городе Фульда, употребляли майских жуков живыми.
К приготовлению блюда прибегали в том числе в связи с дефицитом продуктов. 10 июня 1916 года, во время экономических ограничений Первой мировой войны, чешская газета «Игочске листы» рекомендовала следующий рецепт: «У собранных жуков удалить головы, ноги и крылья, вымыть и ошпарить горячей водой. Воду слить и дать жукам остынуть. После этого они пригодны к употреблению, а если их полить снятым молоком, они — особенно в жаркие дни — очень приятны на вкус». Для приготовления супа майским жукам удаляют крылышки и лапки, можно использовать личинок. Жуков и личинок обжаривают в сливочном масле и тушат в телячьем или курином бульоне. В зависимости от рецепта суп процеживают и потребляют как бульон либо жуков перетирают в ступе, пассеруют, а затем загущают ру и яичным желтком, получая суп-пюре. Суп часто сервировали с ломтиками телячьей печени или голубиной грудкой и обжаренным белым хлебом. На одну порцию требуется около 30 майских жуков. По вкусу суп из майских жуков похож на раковый суп.
В 2021 и 2023 годах в Европейском союзе были признаны безопасными и допущены для приготовления пищи жёлтые мучные черви, саранча перелётная, сверчки домовые и черви буффало (Alphitobius diaperinus). Этими регламентными решениями не было предусмотрено использование в пищевых целях майских жуков.

## В культуре
Французскому поэту Шарлю Бодлеру приписывают сонет «Суп из майских жуков» (Le Potage aux Hannetons; впервые опубликован в 1908 году), где речь идёт о любовных воспоминаниях лирического героя, связанных с употреблением супа, в который попадают жуки. «Под зубами в оскомине скрежет жуков, / Лапки острые нёбу и рту угрожают, / Из разжеванной массы концы вылезают / Паутине подобных кишок их кусков». В 2012 году вышел на экраны немецкий фильм «Суши в Зуле» (Sushi in Suhl), сюжет которого основан на истории единственного ресторана японской кухни, существовавшего в ГДР. Главный герой, молодой повар, работающий в национализированном ресторане, который ранее принадлежал его семье, решает порвать с рутиной и готовить более смелые блюда. Во время банкета по случаю годовщины основания ресторана он подал гостям суп из майских жуков, что встретило отрицательную оценку со стороны представительницы местных властей. Однако этот случай не помешал его кулинарной карьере.